# مینامی‌اوئونوما، نیگاتا
مینامی‌اوئونوما (به ژاپنی: 南魚沼市) در استان نی‌ایگاتا در کشور ژاپن واقع شده‌است که دارای جمعیت ۶۲٬۷۳۳ نفر و مساحت ۵۸۴٫۸۲ کیلومترمربع است.